# 采恩河
49°31′20.75″N 10°58′13.93″E / 49.5224306°N 10.9705361°E

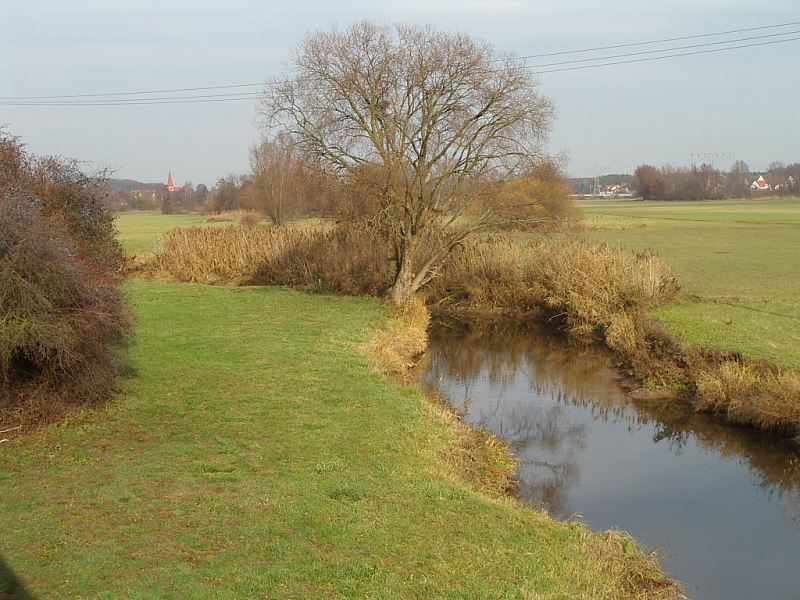

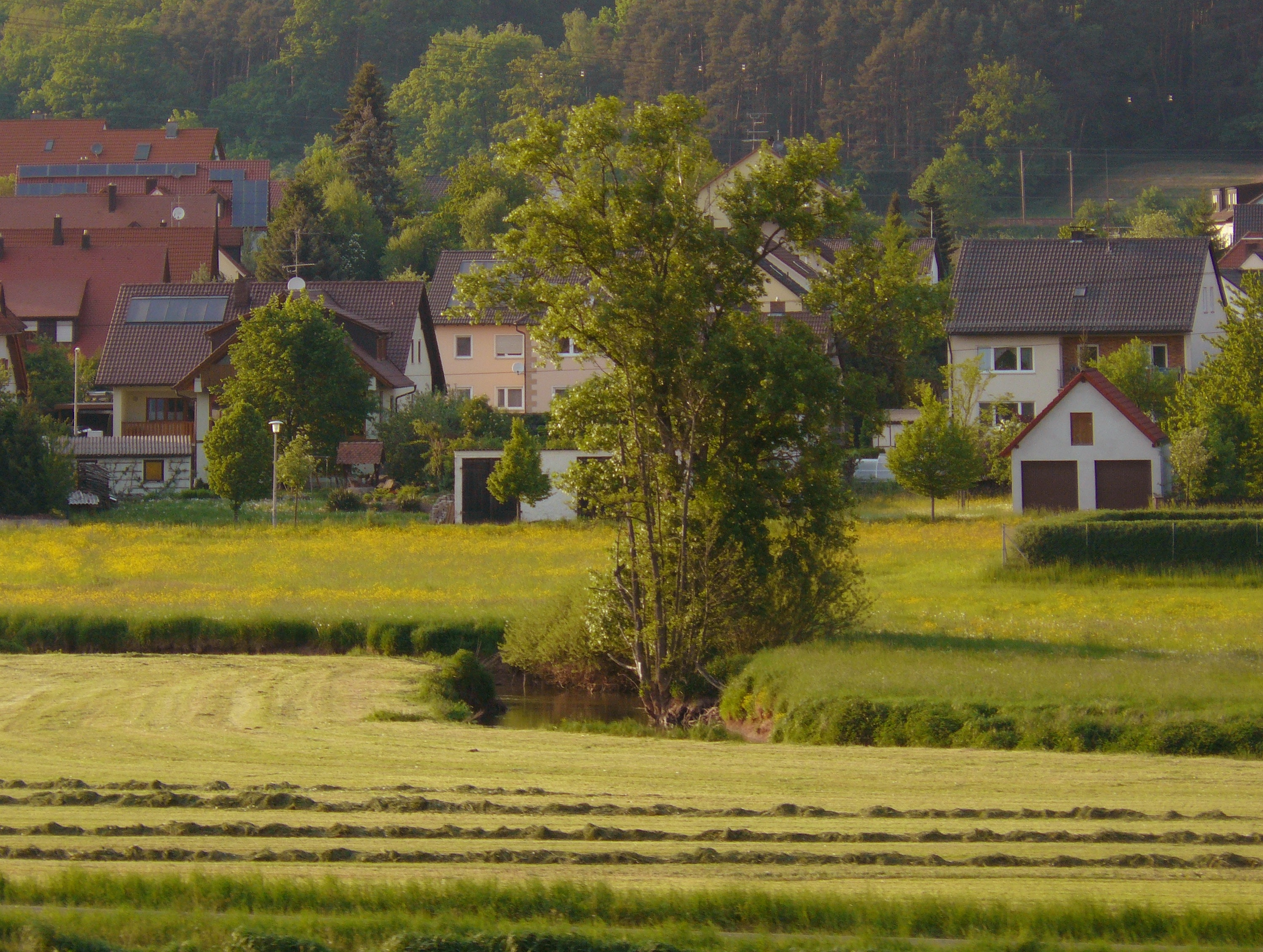

采恩河是德國的河流，位於該國東南部，由巴伐利亞負責管轄，屬於雷格尼茨河的左支流，河道全長49.1公里，流域面積257.5平方公里。